# Castelnuovo Magra
Castelnuovo Magra (en lígur: Castarnò) és un comune (municipi) de la província de La Spezia, a la regió italiana de la Ligúria, situat uns 90 km al sud-est de Gènova i uns 15 km a l'est de La Spezia.
El municipi de Castelnuovo Magra conté les frazioni (pobles o llogarets) de Colombiera, Molicciara, Palvotrisia, Molino Del Piano i Vallecchia.
Castelnuovo Magra limita amb els municipis de Fosdinovo, Ortonovo i Sarzana.

## Història
La presència romana està testificada per les ruïnes d'una domus agricola (finca rural) dels temps de l'imperi romà. Després de la caiguda de l'Imperi Romà d'Occident, va ser ocupada pel bisbat de Luni. El nom del poble apareix per primera vegada en un document de l'any 1203.
La ciutat va ser visitada per Dante Alighieri el 6 d'octubre de 1306, per posar fi a una llarga sèrie de conflictes entre el bisbat de Luni i el Marquès Malaspina i va obrir un nou capítol en la història local.